# Гийче
Гийче (укр. Гійче) — село в Рава-Русской городской общине Львовского района Львовской области Украины.
Население по переписи 2001 года составляло 2188 человек. Занимает площадь 29,99 км². Почтовый индекс — 80314. Телефонный код — 3252.
Уроженцем села Гийче являлся Ивануса, Ярослав Михайлович, 04.07.1939 г.р., выпускник Львовского государственного медицинского института, 1962 г.в. Впоследствии в 1987 г. Ивануса Я.М. защитил докторскую диссертацию, а также был назначен на должность Главного хирурга Военно-морского флота СССР.  В 1992 году ему было присвоено ученое звание профессора. За весомый вклад в развитие медицины Ивануса Я. М. был избран академиком.